# Wallbox
Wallbox es una empresa española proveedora de sistemas de carga de vehículos eléctricos y gestión de energía que diseña, fabrica y distribuye tecnologías de carga de vehículos eléctricos.

## Historia
Wallbox fue fundada en Barcelona, España por Enric Asunción y Eduard Castañeda en 2015 utilizando inicialmente el nombre Wall Box Chargers. En 2017, Wallbox quedó en primer lugar en South Summit, una competición europea de startups. En la Startup World Cup de mayo de 2018, Wallbox quedó en tercer lugar. En octubre de 2019, Wallbox creó Quasar, el primer cargador bidireccional del mundo para el segmento residencial. Quasar fue nombrado el mejor del Consumer Electronics Show en enero de 2020.
El 9 de junio de 2021, Wallbox anunció una fusión con la compañía de adquisición de propósito especial Kensington Capital Acquisition Corp. II. La empresa recaudará alrededor de 330 millones de dólares de una gama de inversores, incluidos Janus Henderson Investors, Luxor Capital, Cathay Innovation y Kensington Capital Partners. El acuerdo se cerró el 4 de octubre de 2021. Las acciones de Wallbox cotizan en la Bolsa de Nueva York con el símbolo WBX.
Durante la Super Bowl LVI en febrero de 2022, Wallbox fue la primera empresa de carga de vehículos eléctricos en emitir un anuncio durante el partido.
En octubre de 2023, se anunció que Wallbox había adquirido ABL GmbH, empresa de gestión energética y carga de vehículos eléctricos inteligentes con sede en Lauf an der Pegnitz (Alemania) por 15 millones de euros.

## Premios
- Premio de Diseño Red Dot 2019 – Red Dot GmbH & Co. KG
- Lo mejor del CES 2020 – Electrek
- Lo mejor del CES 2020 – Newsweek
- Lo mejor del CES 2020 – Robb Report
- Finalista de Ideas que Cambian el Mundo 2020 – Fast Company
- Premios Edison, Ganador de Plata 2020 – Premios Edison
- La mejor tecnología de transporte en el CES 2020 – Engadget
- Premio al Buen Diseño 2021 – Museo de Arquitectura y Diseño del Ateneo de Chicago
- Premio Alemán de Diseño 2021 para Piezas y Accesorios de Automoción – Consejo Alemán de Diseño
- Finalista de Ideas que Cambian el Mundo 2021 – Fast Company[19][20][9][21][22][23][24]
- Premio al Buen Diseño 2021[25]